# توماس كيلي
توماس كيلي (3 مايو 1844 في جمهورية أيرلندا - 20 يوليو 1893 في أستراليا) (بالإنجليزية: Thomas Kelly)‏ هو لاعب كريكت أسترالي. شارك مع منتخب أستراليا الوطني للكريكت.

## وصلات خارجية
- توماس كيلي على موقع إي آس بي آن كريك إنفو (الإنجليزية)